# بطولة العالم للدراجات على المضمار 1975
بطولة العالم للدراجات على المضمار 1975 هي الدورة ال72 من بطولة العالم للدراجات على المضمار، أجريت في روكوت، بلجيكا.

## النتائج النهائية
| المسابقة                              | ذهبية                        | فضية                      | برونزية                                            |
| ------------------------------------- | ---------------------------- | ------------------------- | -------------------------------------------------- |
| الرجال                                |                              |                           |                                                    |
| السرعة الفردية                        | جون نيكلسون (دراج) (AUS)     | بيدير بيدرسن (دراج) (DEN) | Ryoij Abe (JPN)                                    |
| سباق المطاردة الفردية                 | Roy Schuiten (هولندا)        | كنوت كنودسن (النرويج)     | Dirk Baert (بلجيكا)                                |
| سباق مطاردة الدراجة النارية للهواة    | Gaby Minneboo (NED)          | Miguel Espinós (ESP)      | Jean Pinsello (FRA)                                |
| سباق مطاردة الدراجة النارية للمحترفين | ديتر كمبر (FRG)              | سيس ستام (NED)            | جان بروير (BEL)                                    |
| السيدات                               |                              |                           |                                                    |
| السرعة الفردية                        | Sue Novarra (USA)            | Iva Zajícková (CZE)       | شيلا يونغ (USA) Galina Yermolayeva (cyclist) (URS) |
| سباق المطاردة الفردية                 | Keetie van Oosten-Hage (NED) | ماري جاين ريوتش ‏ (USA)    | بريل بيرتون (GBR)                                  |